# Герман, Юдит
Ю́дит Ге́рман (нем. Judith Hermann; род. 15 мая 1970, Западный Берлин) — немецкая писательница.

## Биография
Родилась и выросла в Западном Берлине. В середине 1990-х годов переехала в Восточный Берлин. Занималась журналистикой. В 1997 году получила от Берлинской академии искусств стипендию Альфреда Дёблина.
В 1998 году выпустила сборник рассказов «Летний домик, позже» (нем. Sommerhaus, später), принёсший Герман широкую известность, разошедшийся более чем в 100 тысячах экземпляров и отмеченный рядом престижных немецких литературных наград, в том числе Бременской премией, премией Хуго Балля и премией Клейста. В 2003 году вышла вторая книга рассказов Герман — «Одни привидения» (нем. Nichts als Gespenster); в 2009 году — третья, «Алиса» (нем. Alice), в 2016 году — четвёртая, «Латышский парк»  (нем. Lettipark). В 2014 году опубликован дебютный роман писательницы «Начало всякой любви» (нем. Aller Liebe Anfang), в 2021 году — роман «До́ма» (нем. Daheim). В 2023 году выпустила книгу автобиографической прозы «Мы бы рассказали друг другу всё» (нем. Wir hätten uns alles gesagt). 
Произведения Юдит Герман переводились на английский, белорусский, греческий, датский, исландский, испанский, итальянский, корейский, латышский, нидерландский, норвежский, польский, русский, сербский, словенский, турецкий, украинский, французский, чешский, шведский и японский языки. Ряд произведений экранизирован.